# Ковальчик, Юлия
Юлия Ковальчик (30 сентября 1997 года) — польская дзюдоистка. Призёр чемпионата мира 2019 года.

## Биография
Родилась в 1997 году.
Юлия Ковальчик стала чемпионкой Европы среди спортсменов не старше 23-х лет в 2018 году в Дьере. Одержала победу на Гран-при в Анталии в 2019 году.
На предолимпийском чемпионате мира 2019 года, который проходил в Токио, завоевала бронзовую медаль, переиграв в поединке за бронзу болгарскую спортсменку Ивелину Илиеву.